# Order Świętego Dymitra Dońskiego
Order Świętego Dymitra Dońskiego (ros. Орден благоверного великого князя Димитрия Донского) – trójklasowe odznaczenie Rosyjskiej Cerkwi Prawosławnej.
Order został ustanowiony 1 października 2004 roku przez patriarchę Aleksego II i Synod Rosyjskiej Cerkwi Prawosławnej.

## Statut
Orderem Świętego Dymitra Dońskiego mogą być odznaczani:
- przedstawiciele duchowieństwa Rosyjskiej Cerkwi Prawosławnej;
- dowódcy wojskowi,
- weterani Wielkiej Wojny Ojczyźnianej,
- inne osoby, które wykazały się odwagą w obronie ojczyzny, przyczyniły się do rozwoju współdziałania Rosyjskiej Cerkwi Prawosławnej z rosyjskimi siłami zbrojnymi oraz zapewniły wsparcie duchowe i moralne personelowi wojskowemu'
- w wyjątkowych przypadkach – organizacje, zespoły pracownicze i kreatywne; takie jak: Urałwagonzawod (2004) czy Chór Kozaków Kubańskich (2011).

Order dzieli się na trzy stopnie. Odznaczeniu otrzymują odznakę Orderu i świadectwo nadania.
Order noszony jest po lewej stronie klatki piersiowej, w kolejności po Orderze św. Makariusza.

## Opis
Odznaka Orderu I stopnia wykonana jest z mosiądzu ze złoceniem i ma postać równoramiennego krzyża z rozszerzonymi zaokrąglonymi końcami. Ramiona krzyża pokryte są białą emalią. Wzdłuż krawędzi krzyża biegnie wypukła obwódka ozdobiona kryształkami. Pośrodku krzyża znajduje się okrągły niebieski medalion z wizerunkiem księcia Dymitra Dońskiego w stroju koronacyjnym. Po bokach postaci, czcionką cerkiewno-słowiańską, wypisano imię świętego. Ikona jest emaliowana. Wokół medalionu znajduje się płaskorzeźbiony, złocony wieniec laurowy, w dolnej części przepleciony wstążką.
Krzyż umieszczony jest na okrągłej tarczy pokrytej czerwoną emalią. Na obwodzie tarczy biegnie szeroka wypukła obwódka ozdobiona kryształkami. Średnica tarczy wynosi 45 mm.
Odznaka Orderu II stopnia jest podobna do Orderu I stopnia, ale bez kryształków.
Odznaka Orderu III stopnia jest podobna do Orderu II stopnia, tyle że jest posrebrzana i wokół medalionu nie ma wieńca laurowego.